# Numb
«Numb» — завершальна пісня альбому «Meteora» американського рок-гурту «Linkin Park», випущеного 2003 року. Пісня була також випущена як сингл і протягом 12 тижнів посідала першу сходинку чарту Hot Modern Rock Tracks. Ця пісня потрапила до списку 500 найкращих пісень усіх часів за версією журналу Rolling Stone. 1 вересня 2003 року вийшов відеокліп на сингл, режисером якого став Джо Ган, DJ групи.
У кадрах кліпу до пісні можна бачити місто Прагу та Карлів міст.